# إيفرجلادز

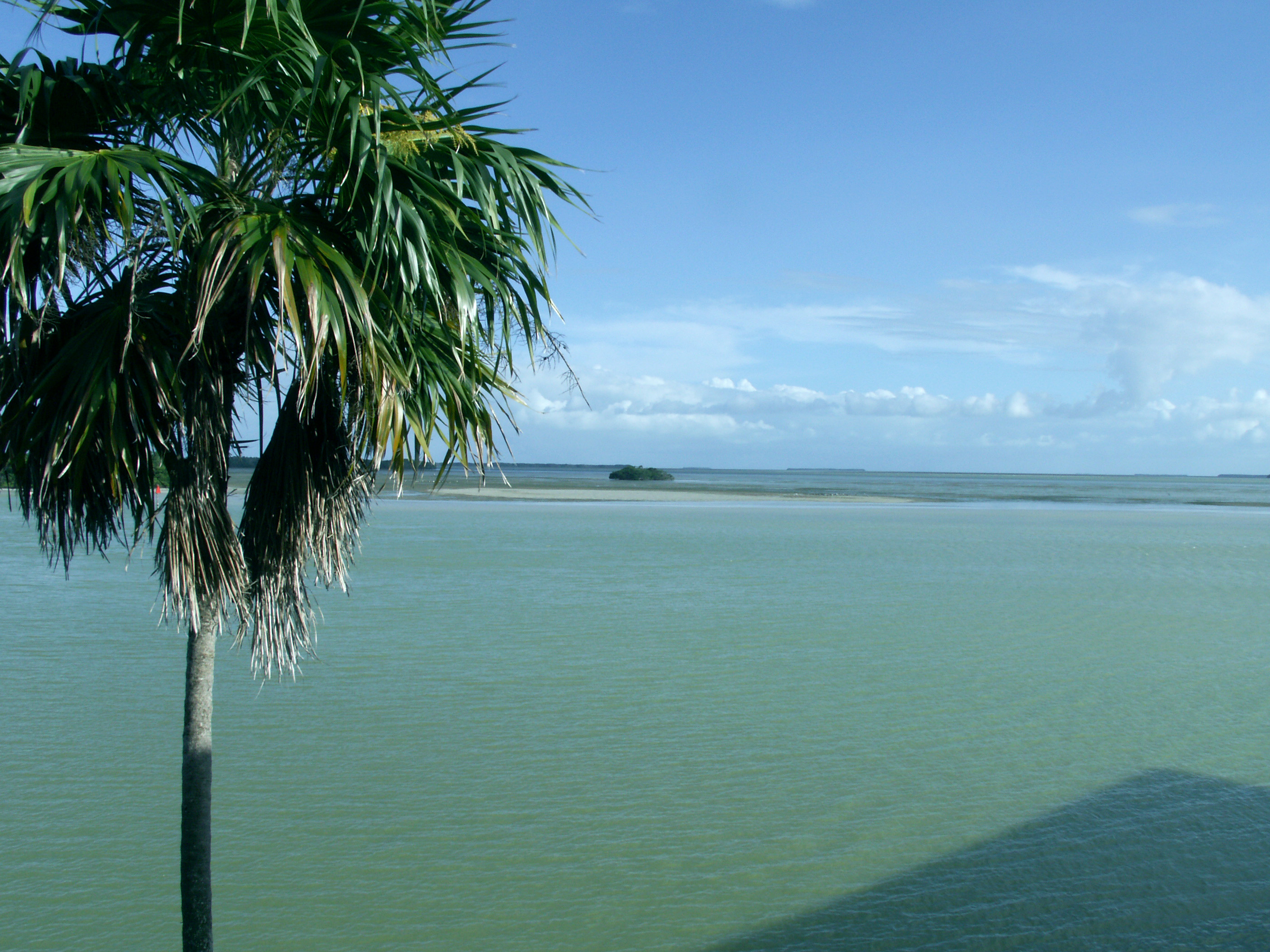
أشجار المانغروف من بعيد، خليج فلوريدا في فلامنغو

إيفرجلادز هي منطقة طبيعية للأراضي الرطبة الاستوائية تقع في الجزء الجنوبي من ولاية فلوريدا الأمريكية ويشمل النصف الجنوبي كميات كبيرة من المياه (مستجمع الأمطار)، يبدأ النظام بالقرب من أورلاندو مع نهر كيسيمي الذي يصب في بحيرة أوكي تشوبي التي تملك مساحة واسعة ولكن ضحلة كما تشكل المياه الخارجة من البحيرة في موسم الأمطار نهرا يتدفق ببطء في نطاق يصل إلى 60 ميلاُ (97كم) وسعة أكثر من 100 ميل ويبلغ طوله (160كم) المتدفقً جنوباً عبر جرف الحجر الجيري إلى خليج فلوريدا في الطرف الجنوبي من الدولة.
شكلت إيفرجلادز المياه والبراكين كما انها تعاني من الفيضانات المتكررة في موسم الأمطارو تعاني من الجفاف في موسم الجفاف وقد أشاع
الكاتب مارجوري ستونمان دوغلاس مصطلح «نهر من العشب» لوصف مستنقعات نشارة الخشب، وهي جزء من نظام معقد من النظم البيئية المترابطة لتي تتضمن المستنقعات وشجر السرو ومصبات الأنهار لغابات المنغروف من عشرة الالاف جزيرة والأراجيح من الأخشاب الاستوائية الصلبة وروكلاند الصنوبر والبيئة البحرية من خليج فلوريدا. 
يعود تاريخ سكن البشر في الجزء الجنوبي من شبه جزيرة فلوريدا إلى ماقبل 15,000 سنة كما تشكل قبيلتي كالوستا وتقوستا الرئيسيتان الأنظمة البيئية لايفرجلادز وما حولها في الأزمنة التاريخية وقد هبطت تدريجياً كلتا القبيلتين خلال قرنين من الزمان بعد نشوء اتصال مع الأسبان في أواخر القرن السادس عاشر وتتشكل سيمنول من المحاربين في الشمال الذين معظمهم من اليونان كما انضموا إلى الشعوب الأخرى وخلقو ثقافة جديدة بعد أن اجبرتهم شمال فلوريدا في مطلع القرن السادس عشر إلى ايفرجليدز خلال حروب سيمنول وكان باستطاعتهم مقاومة إزاحة جيش الولايات المتحدة كما انهم تكيفو مع المنطقة. 
في عام 1848 اقترح المهاجرون إلى المنطقة الراغبون في تنمية الزراعة استنفاد ايفرجلادز ولكن لم تنجح أي من هذه المحاولات حتى عام 1882 .

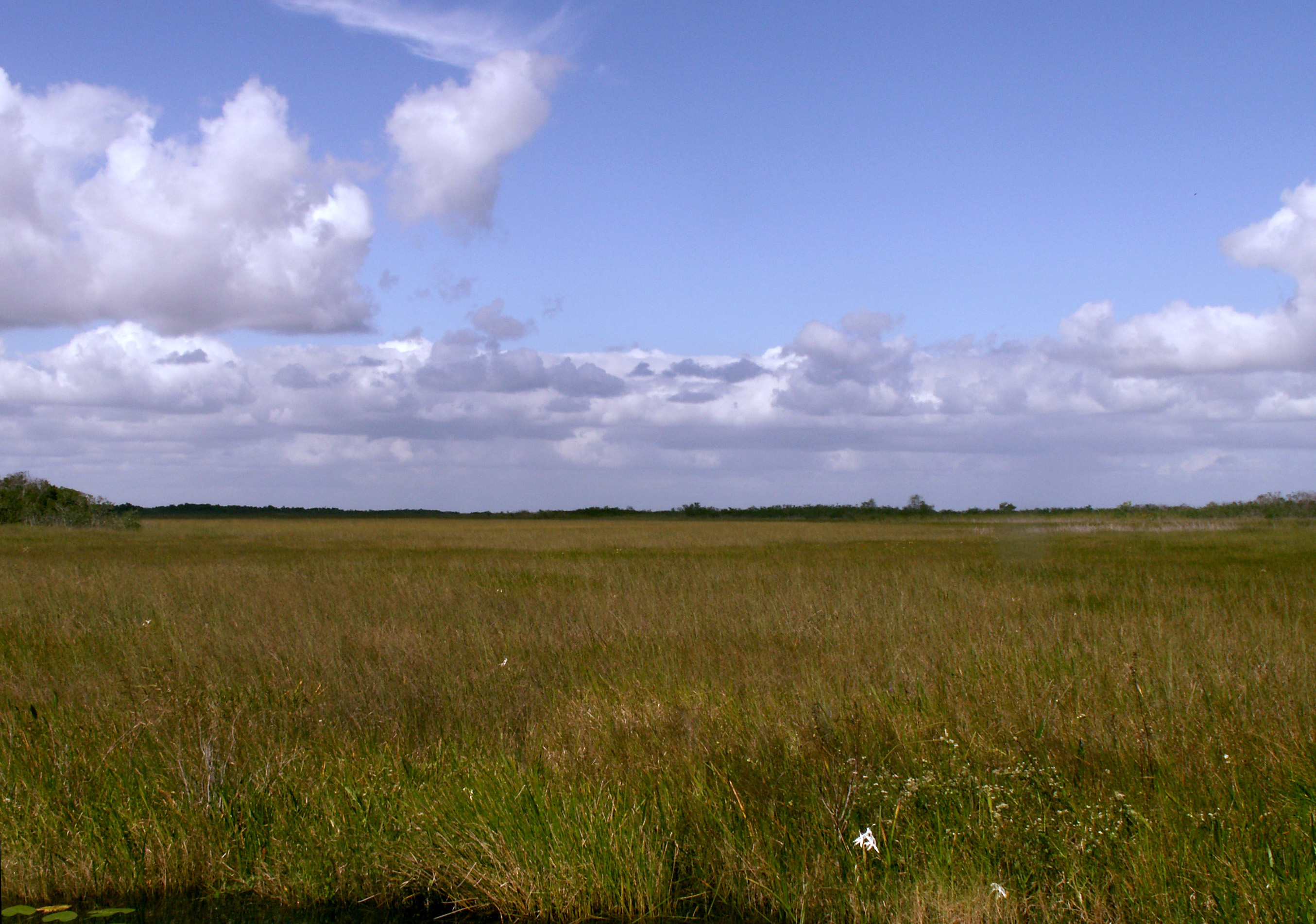
براري ساوجراس الميزة الأساسية في ايفرجلادز.

تم تشييد القنوات خلال النصف الأول من القرن العشرين فارتفع الاقتصاد في جنوب فلوريدا، مما حث إلى تحسين الأراضي وقد أجبرت مشاكل القنوات والفيضانات الناجمة عن الأعاصير المهندسون لإعادة التفكير في خططهم لصرف المياه. 
شكل الكونغرس في عام 1947 مشرع التحكم في الفيضانات وسطي وجنوبي فلوريدا الذي بنى 1,400ميل (2,300كم) من القنوات والسدود وأجهزة التحكم في المياه نمت المنطقة العاصميه ميامي في هذا الوقت بشكل كبير جداُ وتم تحويل مياه ايفرجلادز إلى المدن تم تحويل أجزاء من ايفرجلادز إلى أراضي زراعية حيث كان قصب السكر المحصول الأساسي وقد تم تطوير نحو 50٪ تقريباُ من ايفرجليدز الأصلية كالمناطق الزراعية والحضرية.
عندما اقترح إنشاء مطار ضخم يبلغ مساحته 6 أميال (9.7 كم) في شمال حديقة ايفرجليدز الوطنية وتوقعت دراسة بيئية أنه من شأنه أن يدمر النظام البيئي في جنوب فلوريدا أصبحت إعادة ايفرجلادز الأولوية العظمى بين فئات عديدة من الأشخاص.
عندما حظيت بالاهتمام الوطني والدولي لمزيد من الوعي البيئي في عام 1970 واليونسكو إتفاقية رامسار المحددة باعتبار ايفرجليدز واحدة من المناطق الرطبة الثلاث ذات الأهمية العالمية بدأ الترميم عام 1980 لإزالة القناة الذي يُقومها نهر كيميسي وتعتبر جودة المياه في بحيرة أوكي تشوبي المصدر الرئيسي للمياه في جنوب فلوريدا كما أصبحت شاغلاً مهماً.

## أصل التسمية
كان أول تسجيل مكتوب لمنطقة لايفرجليدزعندما رسمها رسامي الخرائط في الخرائط الأسبانية الذين لم يروا المنطقة مسبقاً 
وقد تم تسمية المنطقة غير المعروفة بين سواحل الخليج والمحيط الأطلسي من ولاية فلوريدا لاغونا ديل اسبيريتو سانتو (بحيرة من روح القدس) هذا وقد ظهرت المنطقة في الخرائط لعقود من الزمن دون أن يتم اكتشافها 
وذكر الكاتب جون جرانت فوربس في عام 1811 بأن الهنود يمثلون [النقاط الجنوبية] التي لا يمكن اختراقها ولم يكن لدى المساحون [البريطانيون] ، الباحثون عن السفن الغارقة والسفن الساحلية أي وسيلة من استكشاف ماوراء حدود الساحل البحري ومصبات الأنهار.
قام المساح البريطاني جون جيرارد دي براهم، الذي رسم خريطة ساحل ولاية فلوريدا في عام 1773 بتسمية المنطقة بنهر قلاد "Glad River" 
وأقترح كل من مارجوري ستونمان دوغلاس وعالم اللغة (اللُغوي) والاس مكمولين بأن رساموا الخرائط قد قامو باستبدال كلمة "Ever" والتي تعني بالعربية أبداً إلى الكلمة “River” والتي تعني النهر.
ظهر اسم «ايفرجلادز» على الخريطة لأول مرة في عام 1823وعلى الرغم من انه يتهجى أيضاً في أواخر عام 1851ب «الفسحة للأبد» كما قد سماه سيمنول باسم «با-هاي –اوكيي» والتي تعني «العشب المائي» 
وقد تميزت منطقة «با-هاي –اوكيي» في الخريطة العسكرية الأمريكية منذ عام 1839على الرغم من تسميتها مسبقاً خلال حرب سيمنول الثانية ب«العشب المائي»
ووجدت دراسة اجراها الجغرافييون أري ج. لايم وريموند ك. وأولدينبيرغ أن قلادزتشتهر بالمنطقة التي في فلوريدا باللغة العامية وتضم المناطق الداخلية الواقعة في أقصى جنوب ساحل الخليج في جنوب فلوريدا المشابهة إلى حد كبير لايفرجليدز نفسها وتعتبر واحدة من أكثر المناطق من حيث قلة الكثافة السكانية في الدولة.

## الجيولوجيا

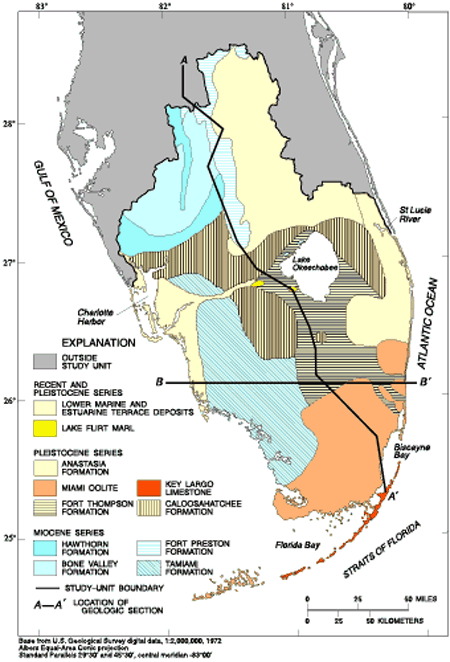
خريطة توضح تشكيلات مختلفة من الحجر الجيري في جنوب فلوريدا، أنشأتها هيئة المسح الجيولوجي الأمريكية.

تساعد الجيولوجيا في جنوب فلوريدا والمناخ الدافئ والرطب والشبه الأستوائي بتوفير ظروفاً مناسبةً تماماَ لنظام بيئي أوسع للمستنقعات.
وتُحدث طبقات الحجر الجيري المسامي والنافذة صخراًحاملاً للماء والتربة التي تؤثر على المناخ والطقس، والهيدرولوجيا لجنوب فلوريدا.
ويمكن تفسير خصائص الصخور تحت ايفرجلادز من خلال التاريخ الجيولوجي للدولة
كانت القشرة الأرضية أسفل ولاية فلوريدا في نقطة واحدة وجزء من المنطقة الأفريقية غندونا العملاقة
مما ادى إلى اندماج قارة أمريكا الشمالية مع قارة أفريقيا، قبل حوالي 300 مليون سنة، فارتبطت فلوريدا مع أمريكا الشمالية.
يتمحور النشاط البركاني حول الجانب الشرقي من ولاية فلوريدا وتغطيها الصخور الرسوبيه والصخور البركانيه السائده فيها.
وقد بداء التصدع القاري في فصل أمريكا الشمالية عن غندونا منذ حوالي 180 مليون سنة
كانت في البداية فوق الماء وذلك عندما كانت فلوريدا جزاءً من أفريقيا ولكن أكثر برودة خلال العصر الجوراسي وأصبحت منصة فلوريدا بيئة بحرية ضحلة مما أدى إلى ترسب الصخور الرسوبية
وظلت أكثر ولاية فلوريدا في قاع البحر الاستوائي من أعماق متفاوتة، وقد تم تغطية شبه الجزيرة بمياه البحر سبع مرات على الأقل منذ تشكيل القاعدة المتينة لها.
الحجر الجيري وطبقات المياه الجوفية:
أدى تذبذب مستويات البحر المضغوطه إلى طبقات عديدة من الرمل والصدف إلى تكوين الحجر الجيري القابل للاختراق مما ادى لحدوث طبقة المياه الجوفية في فلوريدا بين ال 25 و 70 مليون سنة السابقة والتي هي بمثابة المصدر الرئيسي للمياه العذبة في الجزء الشمالي من ولاية فلوريدا 
وبالرغم من ذلك تكمن طبقة المياه الجوفيه تحت آلاف الأقدام من الصخور الرسوبية غير نافذه للماء تمتد من بحيرة أكيشب إلى الطرف الجنوبي من شبه الجزيرة.

## روابط خارجية
الجغرافيا وعلم البيئة
- Everglades National Park and Big Cypress National Preserve
- Arthur R. Marshall National Wildlife Refuge (US Fish & Wildlife Service)
- Everglades Cooperative Invasive Species Management Area

التاريخ
- A History of the Everglades
- Rizzardi، Keith W. (1 مارس 2001). "A Recent History of Everglades Regulation and Litigation". Florida Bar Journal. مؤرشف من الأصل في 2019-12-10.
- History information about the Everglades from the المكتبة الرقمية العالمية
- Public television series episode on history of Florida Everglades

التجديد والترميم
- The Comprehensive Everglades Restoration Plan (CERP)
- The Everglades Foundation
- The Everglades Coalition
- South Florida Information Access (U.S. Geological Survey)
- Environment Florida – Founders of The "Save The Everglades" campaign
- ACCELER8 (Everglades Restoration)
- Friends of the Everglades
- South Florida Environmental Report (South Florida Water Management District and Florida DEP)

وسائل الإعلام
- Everglades Digital Library
- Water's Journey: Everglades – Comprehensive film and web documentary about the Everglades
- The Everglades in the Time of Marjorie Stoneman Douglas (Photo exhibit)
- Everglades images at bioimages.vanderbilt.edu (Slow modem version)
- The Everglades in Peril - slideshow by نيويورك تايمز